# Sex sange opus 16
Sex sange opus 16 is een verzameling liederen gecomponeerd door Agathe Backer-Grøndahl. Terwijl deze Noorse componiste als concertpianiste rondtrok in Europa bleven liederenbundels van haar verschijnen. Ook deze bundel verscheen bij Warmuth Musikforlag.
In deze bundel verschenen:
- Vuggesaang op tekst van Alfred Tennyson in andantino
- Ved sundet op tekst van Johan Sebastian Welhaven in moderato non troppo
- Blomsten op tekst van Adolph Wilhelm Schack von Staffeldt in moderato tranquillo e espressivo
- Rosenknoppen op tekst van Bernhard Severin Ingemann in allegretto
- Hilsen fra det fjerne op tekst van Carl Andersen in allegretto
- Sommersol op tekst van Helene Nyblom in walstempo

Agathe Backer-Grøndahl voerde Rosenknoppen zelf uit op 17 maart 1888 in de concertzaal van Brødrene Hals, de zangeres was Eva Nansen. 